# Стамати-Чуря, Константин Константинович
Константин Константинович Стамати-Чуря (рум. Constantin Stamati-Ciurea; 4 мая 1828, Кишинёв — 22 февраля 1898, Старые Каракушаны) — молдавский русский писатель-прозаик, драматург, публицист и дипломат. Писал на русском и румынском языках.

## Биография
Родился в семье писателя Константина Стамати. Учился в Кишинёвской гимназии, с 12 лет — в парижском лицее. В конце 1840-х годов вернулся в Россию.
Был коллежским регистратором, чиновником особых поручений при новороссийском и бессарабском генерал-губернаторе Инзове. В 1860 году женился на Марии Абрамовне Фишер фон Альбах. С 1864 года член Бессарабского статистического комитета.
Согласно автобиографии, работал в качестве дипломата в русских посольствах в Париже, Берлине и Лондоне, но документов об этом не найдено.

## Книги

### На русском языке
- Скука холостяка, или Жених на бенефис актрисы. Одесса, 1854 (водевиль)
- Суеверный жених, или Круговращение столов. Одесса, 1854 (водевиль)
- Чёрная дама. Одесса, 1854 (драма); переработанный вариант: Дагмара, дама Грузии (1887)
- Воспоминания об охоте по Бессарабии. Одесса, 1854 (охотничьи рассказы)
- Выскочка. Одесса, 1855 (водевиль)
- Сильвен. Одесса, 1857 (драма); переработанный вариант: Магдалина грешница (1886)
- Сцены из провинциальной жизни. Одесса, 1857 (сборник рассказов)
- M-elle Мефистофель. Одесса, 1885 (водевиль)
- Дети осуждённого. Одесса, 1885 (драма)
- Майский жук. Одесса, 1885 (водевиль)
- Смерть Лермонтова. Одесса, 1885 (драма)
- Современные басни. Одесса, 1885
- Игра судьбы. Драматический этюд с натуры. Одесса, 1886
- У страха глаза велики, или Лечился, лечился — пока должности не лишился. Одесса, 1886 (водевиль)
- Скотофил, или Жертва страсти. Драматический этюд. Одесса, 1886
- Загадочный человек. Из опыта магнетизма. Одесса, 1887 (рассказ)
- Разбитая жизнь. Одесса, 1887 (рассказ)
- Днепровская русалка. Украинская легенда. Кишинёв, 1890
- Мой племянник. Кишинёв, 1890 (рассказ)
- Пуд Иванович. Одесса, 1890 (рассказ)
- История одного комара (Culex pipiens). Кишинёв, 1891 (повесть)
- Иозеф Шаурман. История одной мухи. Кишинёв, 1892 (повесть)

### На румынском языке
- Opuri dramatice. T. 1-2. Cernăuţi, 1888-1893 (собрание драматических сочинений)
- Insula Sagalin. Ţara misterioasă a exilaţilor. Cernăuţi, 1894 (роман с авантюрно-детективным сюжетом)
- Caleidoscop literar. Cernăuţi, 1895 (сборник прозы)
- Răsunete din Basarabia. Cernăuţi, 1898 (сборник прозы)